# Всемирный союз евангельских христиан
Всемирный союз евангельских христиан — организация русскоязычных евангельских христиан (прохановцев) за пределами СССР/России. По замыслу И. С. Проханова Всемирный союз должен был объединить евангельских христиан во всем мире, однако вследствие исторических условий оказался изолирован от Всесоюзного совета евангельских христиан в СССР и развивался самостоятельно.

## Создание

В 1924—1926 годах И. С. Проханов совершил три длительных заграничных поездки — в Чехословакию, Германию и США. В ходе поездок была основана русская община евангельских христиан в Германии (Берлине), оказано содействие группам верующих в других европейских странах, а также установлена связь с миссионерским союзом «Свет на Востоке» (созданном в 1920 году меннонитом Я. И. Крекером). Также из русскоязычных эмигрантов, проживающих в США, Прохановым был создан Американский Отдел евангельских христиан, при котором издавался в Чикаго русскоязычный журнал «Голос Евангелия».
На 10-го Всесоюзном съезде евангельских христиан (декабрь 1926 года) Проханов сделал доклад о своей зарубежной работе. С его подачи съезд принял резолюцию «предоставить Исполнительному Совету в Ленинграде рассмотреть возможность преобразования нашего Союза во Всемирный». Однако в связи с ужесточением религиозных гонений в СССР, этот съезд ВСЕХ оказался последним и фактического преобразования ВСЕХ во Всемирный союз не произошло.
В 1928 году Проханов выехал за границу для участия в работе четвертого Всемирного конгресса баптистов в Торонто, в Канаде. На конгрессе произошло огорчение: при выборе Исполнительного комитета Всемирного баптистского альянса, он не был избран, хотя Проханов представлял в нём русских баптистов с 1911 года. От баптистов был избран П. В. Иванов-Клышников. По воспоминаниям В. Гутше, «Проханов попал в болезненное противоречие и с Всемирным союзом баптистов и пошел своим отдельным путем к созданию „Всемирного Союза евангельских христиан“».
Обратно в СССР Проханов не вернулся в связи с ужесточением гонений на протестантов. В 1931 году за границей он основал журнал «Евангельская вера» (издавался сначала в Нью-Йорке, затем в Берлине), позиционируемый как «издание и орган ВСЕХ, Всероссийского Союза Евангельских Христиан, ЗОВСЕХ, всех других его отделов и объединений и мирового евангельского движения (Всемирного Союза Евангельских Христиан)».
После смерти Проханова в 1935 году журнал «Евангельская вера» опубликовал его «Завещание», посвященное организации Всемирного союза. В частности, он писал:
«С тех пор, как я стал жить вне России (1928 г.) произведена обширная работа объединения рассеянных евангельских христиан: созданы новые союзы: Латвийский, Эстонский, Румынский, Маньчжурский, и другие, а в других странах начаты таковые объединения; высланы на работу благовестники в разные страны, основаны отделения ВСЕХ в Берлине и Нью-Йорке; основан объединяющий орган „Евангельская вера“; установлена Всемирная неделя молитвы и т. п. Обрисовался Зарубежный Отдел ВСЕХ и созрела идея Всемирного союза евангельских христиан, который фактически уже существует, но который официально может быть провозглашен только тогда, когда в России будет установлена религиозная свобода. Тогда Зарубежный и Всероссийский союз в соответственном порядке превратятся во Всемирный союз».
Там же Проханов назвал предполагаемых членов Совета Всемирного союза:
Я. И. Крекера — председателя,
В. Л. Жака — товарища председателя и казначея,
В. Ф. Марцинковского — товарища председателя,
В. С. Проханова — члена,
А. П. Кифера — секретаря.
(правда тут же в журнале содержалось примечание, что по разным причинам В. Ф. Марцинковский и В. С. Проханов отказались от этих должностей).

## Деятельность
В октябре 1935 года И. С. Проханов скончался. В ноябре 1937 года в Данциге состоялось совещание Совета союза, на котором определялась дальнейшая судьба организации. Было принято решение об именовании организации, как и предлагал Проханов, «Всемирным союзом евангельских христиан» (до этого он временно именовался «Всеобщим союзом»). Также было принято решение перенести из Берлина в Эстонию бюро Всемирного союза и редакцию союзного журнала «Евангельская вера», в связи с чем редактирование и издание журнала было поручено А. М. Сарапику. Фактически, А. М. Сарапику были переданы полномочия по руководству Всемирным союзом.
В послевоенное время центром Всемирного союза стали США. В 1960-х годах центр находился в Чикаго. Вместо «Евангельской веры» Всемирный союз стал издавать журнал «Евангельское слово».
Предположительно, с 1950 года Всемирный союз возглавлял пастор Иван Михайлович Сергей, имевший должность «генерального директора». В 1960-х годах в руководство Всемирного союза входили также И. К. Гук (председатель), И. С. Сидорчук (вице-председатель), С. И. Липень (секретарь-казначей и редактор журнала «Евангельское слово»), Н. И. Бычик, И. П. Колесников, А. М. Сергей, Д. Тарасюк.
Основной деятельностью Всемирного союза стало издание и распространение духовной литературы (в том числе и нелегальной доставкой в СССР), а также радиопроповедническая деятельность, — в том числе и на территорию СССР.